# Aparições de Anguera
As aparições de Anguera referem-se a um conjunto de supostas revelações privadas da Virgem Maria ao professor Pedro Régis, que têm continuamente ocorrido desde 29 de setembro de 1987 até o presente, na cidade baiana de Anguera. Embora não tenham reconhecimento eclesiástico, o local das aparições têm sido ponto focal de um importante número de peregrinos católicos.